# Pico do Alberto
O Pico do Alberto é uma montanha da ilha de São Nicolau, em Cabo Verde..